# Wim van Velzen (1938-2020)
Willem Jacobus (Wim) van Velzen (Hilversum, 13 mei 1938 – Huizen, 28 december 2020) was een Nederlands politicus namens de PvdA.
Van Velzen was tot 1976 werkzaam als leraar Nederlands. In Huizen was hij gemeenteraadslid en wethouder. Hij maakte binnen zijn partij carrière en was onder meer lid van de partijraad en de kandidatencommissie voor de Tweede Kamerverkiezingen 1986. Van Velzen was partijsecretaris van de PvdA van 1979 tot 1989 onder de voorzitterschappen van Joop den Uyl en Wim Kok. In 1989 werd hij Europarlementariër wat hij tot 1999 zou blijven. Van Velzen was ook lid van de adviesraad van de VARA en voorzitter van het Publiekstheater.
- Parlement.com: vg09llzjqgtj